# Umbride
Umbridele (Umbridae) sunt o familie de pești mici de apă dulce din ordinul esociformelor, răspândiți în unele părți din emisfera nordică.
Sunt pești mici (7-33 cm), cu corpul alungit. Au o gura mică cu dinți slabi, limba este lipsită de dinți.  Botul este scurt sau absent. Înotătoarele dorsală și anală deplasate înapoi în apropierea celei codale. Înotătoarea caudală rotunjită, cu 20-30 raze (8-19 ramificate). Înotătoarea ventrală situată sub sau puțin înaintea începutului înotătoarei dorsale. Linia laterală slab dezvoltă sau absentă. Canalul infraorbital cu trei sau mai puțini pori. 5–8 raze branhiostege. Oasele nazalele absente. Au 32–42 vertebre .
Fosilele includ Proumbra din oligocen, în vestul Siberiei, și Novumbra din oligocen, în Oregon.
Familia umbridelor cuprinde 3 genuri și 7 specii:
- Dallia (3 specii)

1. Dallia pectoralis în Alaska și nord-estul Siberiei
2. Dallia admirabilis în nord-estul Siberiei
3. Dallia delicatissima în nord-estul Siberiei

- Novumbra (o specie)

1. Novumbra hubbsi în Peninsula Olimpic din vestul statului Washington

- Umbra (3 specii)

1. Umbra limi în regiune centrală din estul Americii de Nord
2. Umbra pygmaea în estul Statelor Unite
3. Umbra krameri în sud-estul Europei

În apele României și Republicii Moldova trăiește un singur gen cu o singură specie - Țigănușul (Umbra krameri).